# Ками (Мияги)
Ками (яп. 加美町 Ками-мати) — посёлок в Японии, находящийся в уезде Ками префектуры Мияги. Площадь посёлка составляет 460,82 км², население — 25 118 человек (31 июля 2014), плотность населения — 54,51 чел./км².

## Географическое положение
Посёлок расположен на острове Хонсю в префектуре Мияги региона Тохоку. С ним граничат города Осаки, Обанадзава и посёлки Сикама, Могами.

## Население
Население посёлка составляет 25 118 человек (31 июля 2014), а плотность — 54,51 чел./км². Изменение численности населения с 1980 по 2005 годы:
| 1980 | 30 996 чел. |  |
| 1985 | 30 849 чел. |  |
| 1990 | 30 184 чел. |  |
| 1995 | 29 466 чел. |  |
| 2000 | 28 330 чел. |  |
| 2005 | 27 212 чел. |  |

## Символика
Деревом посёлка считается Fagus crenata, цветком — Lysichiton camtschatcense, птицей — Phasianus versicolor.